# Madeleine de Hesse-Cassel
Madeleine de Hesse-Cassel (* 25 août 1611 à Cassel; † 12 février 1671 à Bedburg) est une princesse de Hesse-Cassel, et par le mariage comtesse de Salm-Reifferscheid.

## Biographie
Madeleine est une fille du landgrave Maurice de Hesse-Cassel (1572-1632) de son mariage avec Julienne de Nassau-Dillenbourg (1587-1643).
Elle épouse, le 27 avril 1646 à Rotenbourg Eric Adolphe de Salm-Reifferscheid (1619-1673). Au moment du mariage, Madeleine est déjà dans un âge avancé. Eric Adolphe est catholique alors que Madeleine est restée protestante. Leurs enfants reçoivent une éducation catholique.

## Descendants
Madelaine a les enfants suivants:
- Guillaume Henri (1647-1651)
- Sophie Madeleine (1649-1675), mariée en 1669 à Charles de Hesse-Wanfried (1649-1711)
- Anne Ernestine Felizitas (1650-1692), nonne à Essen
- Marie Catherine Maximilienne (1651-1687), mariée en 1673 à Sébastien Wunibald de Waldburg à Zeil et de Wurzach († 1700)